# 宋子貞
宋 子貞（そう してい、1188年 - 1268年）は、モンゴル帝国（大元ウルス）に仕えた漢人官僚の一人。字は周臣。潞州長子県の出身。

## 生涯
宋子貞は幼い頃より学問を好み詩賦を作るに巧みで、弱冠にして礼部の試験を受けその名を知られていた。金末、宋子貞の住まう潞州にもモンゴル軍が侵攻すると、宋子貞は兵乱を避けて魏・趙地方に逃れた。この頃、大名地方には南宋朝廷を正統と奉ずる紅襖軍の彭義斌が進出してきており、宋子貞は彭義斌に召し抱えられて安撫司計議官に任じられた。しかしモンゴル・金朝双方を敵とする彭義斌は早くに打倒され、その後宋子貞はこの方面に勢力を拡大した東平行台の厳実に仕えることとなった。宋子貞の名声を狙った厳実はこれを招いて自らの幕府に置き、東平行台の行政に重用した。この頃、モンゴルの総督府では耶律楚材が高い地位にあり、宋子貞は耶律楚材に礼を尽くすよう厳実に薦めたところ、以後耶律楚材は何かと便宜を図るようになったため、以後厳実はますます宋子貞を信任するようになったという。
1232年（壬辰/大宗4年）、金軍は大挙して厳実の守る黄陵を攻めたて、厳実軍は劣勢となったため、一帯の人心が動揺した。この時、宋子貞は逃れかえって金軍の脅威を叫ぶ者達を敢えて処断することで士気を保ったと伝えられている。一方、モンゴル軍本隊は同年中に三峰山の戦いで大勝利を収め、翌年には金朝の首都の開封を陥落させた。これにより開封に逃れていた難民は北方に帰還することになったが、長きにわたる包囲戦で食料は既に尽き、道沿いに餓死者が溢れる惨憺たる状況を呈した。そこで宋子貞は難民を救済して1万人余りの命を救い、また張特立・劉粛・李昶ら金朝に仕えていた学士たちを登用している。これにより、東平の人材は他より勝る、と評されるようになった。
1235年（乙未/太宗7年）には太宗オゴデイ・カアンにより行台右司郎中に任じられ、荒廃した華北における行政機構の再編に大きく寄与した。厳実が死去し、後を継いだ厳忠済も引き続き宋子貞を重用し、モンゴル朝廷に請願して参議東平路事・兼提挙太常礼楽の地位を宋子貞に授けるよう計らった。この頃、宋子貞は曲阜において孔家と孔子廟の再建を行い、「東平府学」を開いて学問を奨励したが、これらの事業は斉・魯地方（山東地方）の儒学の気風を一変させたと評されている。
第4代皇帝モンケが即位すると、皇弟クビライが東アジア方面軍の司令官に任じられ、1259年（己未）にクビライは曹州と濮州の間の草原に野営すると現地の有力者を招いた。この時真っ先に招聘されたのが宋子貞で、今後の方策を問われた宋子貞は「投降した者は無闇に殺さず歓迎することを」を進言し、この方針は後の南宋侵攻にも影響を与えることとなった。中統元年（1260年）、モンケ・カアンの死を受けて即位を宣言したクビライにより宋子貞は益都路宣撫使に任命されたが、間もなく中央に召喚されて三部尚書に任命された。この頃行われた省部の機構の整備に宋子貞は大きく寄与したと伝えられる。中統3年（1262年）に李璮の乱が勃発した際には、宋子貞は参議軍前行中書省事に任じられて先行し、李璮の拠る済南の情勢を観察した。その後、李璮討伐軍を率いる史天沢に対し「李璮は外部に味方のない『孤城』であり、城の周囲に環城を築き糧食が尽きるのを待てば自ずと陥落するであろう」と説き、この戦略が採用されて李璮は討伐されるに至った。
李璮の乱鎮圧から帰還すると、遷転法の徹底による軍閥の解体を主導し、これにより宋子貞の主筋にあたる東平厳氏も含む漢人世候は廃止されるに至った。至元2年（1265年）、左丞相耶律鋳とともに派遣されて漢人世候解体後の後始末を行い、帰還後は翰林学士・参議中書省事の地位を授けられた。
しかし至元3年（1266年）11月には官職を辞して引退し、至元5年（1268年）に81歳にして亡くなった。死の直前まで朝廷の同行に気を配り、事があれば疏により上奏を行ったと伝えられている。息子に宋渤がおり、大元ウルスに仕えて集賢学士の地位に至っている。
なお、宋子貞が亡くなった年に撰文された耶律楚材の神道碑「中書令耶律公神道碑」は宋子貞最晩年の著作であり、耶律楚材の生涯を知る上での第一級史料と位置付けられてきた。しかし、モンゴル史研究者の杉山正明は宋子貞が死の直前であったことも踏まえ、「中書令耶律公神道碑」は先行する「趙衍撰行状」「李微撰墓誌」をほぼそのまま引用する形で作成され、銘文だけは宋子貞が付け足したのであろうと推測している。